# 가토 데쓰야
가토 데쓰야(일본어: 加藤 徹也, 1996년 3월 13일~)는 일본의 축구 선수이다.

## 구단 경력
그는 2018년 일본 풋볼 리그의 나라 클럽에 입단했다. 2022년 일본 풋볼 리그 우승으로 J3리그로 승격했다. 2024년 FC 이마바리로 이적했다. 2024년 J3리그 준우승으로 J2리그로 승격했다.